# 泰格角 (佛羅里達州)
泰格角（英語：Tiger Point）是位於美國佛羅里達州聖羅薩縣的一個人口普查指定地區。

## 地理
泰格角的座標為30°22′43″N 87°03′20″W / 30.37861°N 87.05556°W，而該地最高點為海拔高度1米（即3英尺）。

## 人口
根據2010年美國人口普查的數據，泰格角的面積為9.49平方千米，當中陸地面積為3.64平方千米，而水域面積為5.85平方千米。當地共有人口3090人，而人口密度為每平方千米325人。